# Wina mocny smak
Wina mocny smak – singel zespołu PIN z 2006 r dołączony do drugiego albumu studyjnego Muzykoplastyka wydanego w 2008 roku 
Autorzy:
- tekst – Aleksander Woźniak
- muzyka – Aleksander Woźniak, Andrzej Lampert, Sebastian Kowol

PIN wystąpił z piosenką w konkursie Festiwal Jedynki w Sopocie w 2006 roku, gdzie zajął IV miejsce.
Do singla „Wina mocny smak” powstał teledysk.